# 里蘇山
46°37′14″N 6°10′57″E / 46.62047°N 6.18239°E

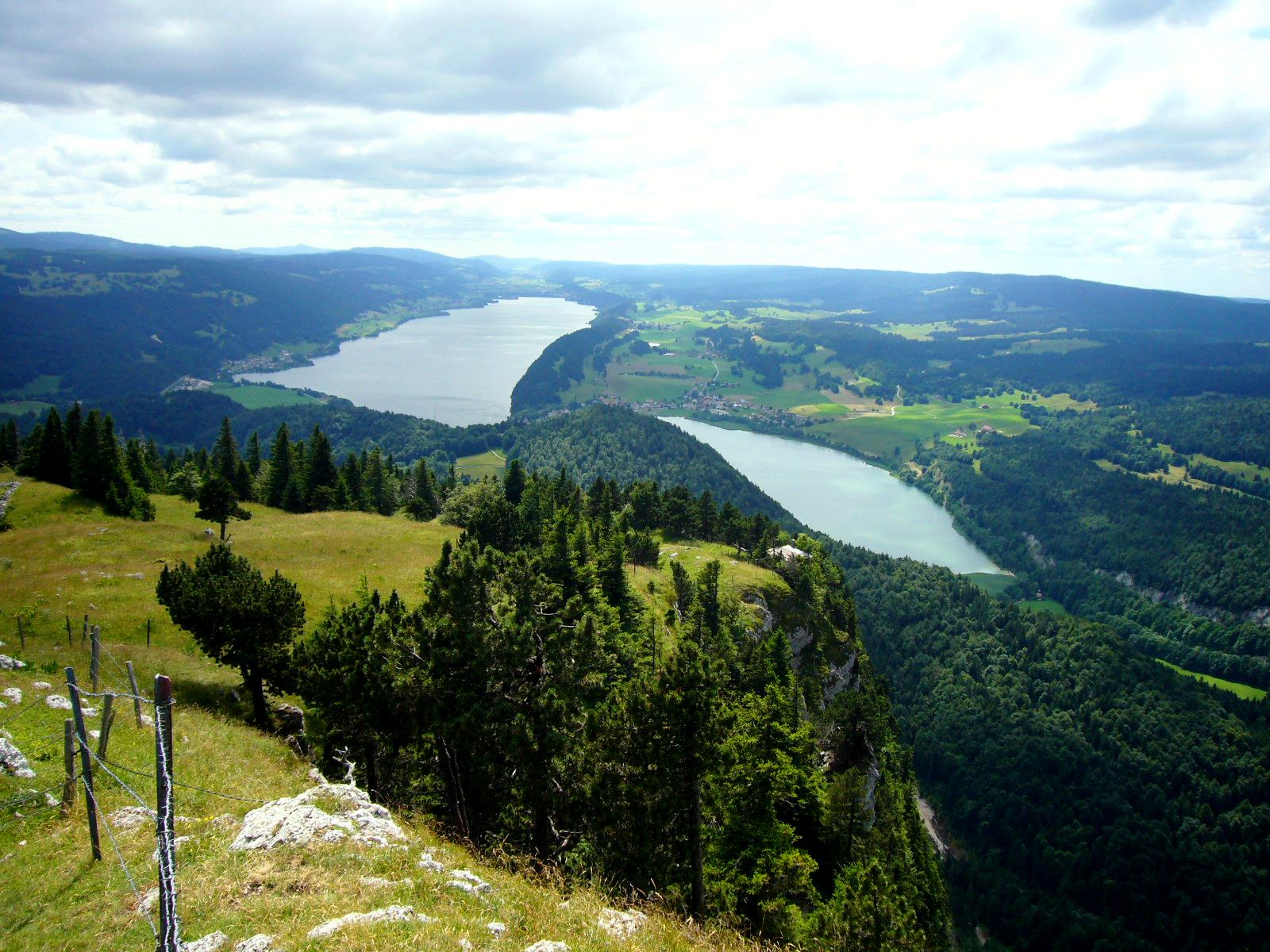

里蘇山（Risoux），是瑞士的山峰，位於該國西部，由沃州負責管轄，屬於汝拉山的一部分，距離伯爾尼110公里，海拔高度1,419米，每年平均降雨量1,810毫米。